# Anna Maria Tarantola
Anna Maria Tarantola (ur. 3 lutego 1945 w Casalpusterlengo) – włoska ekonomistka i menedżer, w latach 2012–2015 prezes Radiotelevisione Italiana.

## Życiorys
W 1969 ukończyła studia z zakresu ekonomii i handlu na Katolickim Uniwersytecie Najświętszego Serca w Mediolanie. Uzyskała następnie magisterium w London School of Economics. W latach 1971–2012 pracowała w Banku Włoch. Od 1996 obejmowała kierownicze funkcje w banku centralnym, m.in. kierowała jego różnymi oddziałami. W 2009 została powołana na zastępcę dyrektora generalnego Banku Włoch. Funkcję tę pełniła do 2012.
Od lat 80. wykładała także na macierzystej uczelni w Mediolanie. Powołana również m.in. w skład komitetu wykonawczego szpitala dziecięcego „Bambino Gesù”. W 2012 premier Mario Monti powierzył jej stanowisko prezesa publicznego nadawcy radiowo-telewizyjnego Rai, które zajmowała do 2015.
W 2019 została przewodniczącą papieskiej fundacji Centesimus Annus Pro Pontifice.

## Odznaczenia
Odznaczona Orderem Zasługi Republiki Włoskiej klasy IV (1994), III (2005) i II (2009).